# Доре (озеро, Саскачеван)
Доре (англ. Dore Lake) — озеро в провинции Саскачеван в Канаде. Расположено на северо-западе провинции. Одно из больших озёр Канады — площадь водной поверхности 628 км², общая площадь — 640 км², седьмое по величине озеро в провинции Саскачеван. Высота над уровнем моря 459 метр, колебания уровня озера до 0,2 метра. Ледостав с октября по май.
Основное питание поступает в юго-западную часть озера от озера След (Sled Lake), сток также из юго-западной части озера в реку Бивер и далее в озеро Иль-а-ла-Крос, являющееся частью озёрной системы реки Черчилл (бассейн Гудзонова залива).
В переводе с канадского французского название озера означает «судак». До нынешнего времени основной специализацией озера в спортивном и любительском рыболовстве остаётся судак и северная щука.